# Hans Süß (General)
Hans Süß (* 20. April 1935 in Buchholz; † 17. November 2009 in Dresden) war ein deutscher  Militärwissenschaftler und General der Nationalen Volksarmee (NVA) der Deutschen Demokratischen Republik (DDR).
Er war Hochschullehrer und Kommandeur der Offiziershochschule der Luftstreitkräfte/Luftverteidigung „Franz Mehring“ und Hauptinspekteur der NVA (1988–1990) sowie Chef der Militärakademie „Friedrich Engels“ der NVA in Dresden (1990).

## Leben

### Herkunft und Ausbildung
Hans Süß wurde am 20. April 1935 in Buchholz, Kreis Annaberg/Erzgebirge geboren, und wuchs in einer Arbeiterfamilie auf. Der Vater war Präger. Dort besuchte er die Schule und legte das Abitur ab.
Mit seinem freiwilligen Eintritt am 27. Juli 1953 wurde Süß Angehöriger der Kasernierten Volkspolizei (KVP) der DDR und absolvierte als Kursant/Offiziersschüler (1953–1956) einen Offizierslehrgang  an der Offiziersschule der KVP in Dresden. Dort wurde er auch Kandidat der SED und 1955 SED-Mitglied.

### Laufbahn
Süß wurde Anfang 1956 in die Nationale Volksarmee (NVA) der DDR übernommen und zum ersten Offiziersdienstgrad ernannt. Im Anschluss wurde er von 1956 bis 1960 zum Hochschulstudium an eine Militärakademie der Sowjetunion kommandiert und in Radartechnik ausgebildet. Er schloss das Studium als Diplomingenieur (Dipl.-Ing.) ab.
Nach der Rückkehr aus der Sowjetunion diente Süß im Funktechnischen Regiment 4 (FuTR-4) als 1. Stellvertreter des Kommandeurs (1961), danach als Stellvertreter des Kommandeurs und Stabschef (1961–1962).
Noch im Jahr 1962 folgte seine Versetzung zum Kommando LSK/LV (Kdo LSK/LV) nach Strausberg. Dort wurde Süß als Stellvertreter des Chefs Funktechnische Truppen (1962–1965) und anschließend auf dem Dienstposten Chef Funktechnische Truppen (1965–1974) eingesetzt.
Von 1974 bis 1976 erhielt Hans Süß mit dem Studium an der Militärakademie des Generalstabes der Streitkräfte der UdSSR „K. J. Woroschilow“ in Moskau eine operativ-strategische Kommandeursausbildung, die er 1986 mit dem Diplom der Generalstabsakademie abschloss.
Nach dem zweiten erfolgreich abgeschlossenen akademischen Studium zum Militärwissenschaftler (Dipl.-Mil.) wurde Süß zur 1. Luftverteidigungsdivision (NVA) (1. LVD) nach Cottbus versetzt und arbeitete für zwei Jahre als Stellvertreter des Kommandeurs und Stabschef der 1. LVD.
Am 1. November 1978 wurde Süß als Nachfolger von Manfred Lange Kommandeur der Offiziershochschule der Luftstreitkräfte/Luftverteidigung Franz Mehring (OHS LSK/LV) (1978–1988). Am 7. Oktober 1979 wurde Süß zum Generalmajor ernannt.
Berufsbegleitend absolvierte Süß eine außerplanmäßige Aspirantur und wurde an der Militärakademie „Friedrich Engels“ (MAFE) in Dresden zum Doktor der Militärwissenschaft (Dr. rer. mil.) promoviert.
Für die anschließende Verwendung als Hauptinspekteur der NVA im  Ministerium für Nationale Verteidigung wechselte er den Dienstort nach Strausberg (1988–1990). Am 7. Oktober 1988 erfolgte seine Beförderung zum Generalleutnant.
Während der friedlichen Revolution in der DDR (1989/90) wurde Hans Süß im Dezember 1989 Leiter der Kommission Militärreform im MfNV und zugleich zum Sekretär der Regierungskommission Militärreform der DDR und vom Runden Tisch anerkannt. Eine Militärreform wurde unter seiner Leitung konzipiert. Im März 1990 wurde Süß Chef der Militärakademie "Friedrich Engels". Im gleichen Jahr erfolgte die Berufung zum außerordentlichen Professor.
Im Vorfeld der Auflösung der Nationalen Volksarmee wurde Hans Süß am 30. September 1990  entlassen.

### Nach der Entlassung
Süß gehörte 1990 zu den Gründungsmitgliedern der Dresdener Studiengemeinschaft Sicherheitspolitik (DSS) e. V. und war Vorstandsmitglied bis 1991 und bis 1994 Vereinsmitglied. Hans Süß verstarb im Jahr 2009 in Dresden und wurde auf dem Friedhof Kamenz beigesetzt.

### Würdigung
Wolfgang Scheler schrieb 2009 in einem Nachruf, dass Süß, „aufgewachsen in einer Arbeiterfamilie“, die in  „jungen Jahren verinnerlichte Ablehnung von Faschismus und Krieg“ zum Dienst in der NVA geführt habe, weil sie den Auftrag hatte, vor einer Wiederholung des erlebten Unheils zu schützen. Seine „intellektuellen Fähigkeiten, sein wacher Verstand und seine Tatkraft“ habe ihm zu einer steilen Karriere verholfen.

## Auszeichnungen in der DDR
- Vaterländischer Verdienstorden in Bronze (1970)
- Scharnhorst-Orden
- Kampforden „Für Verdienste um Volk und Vaterland“ in Gold
- Verdienstmedaille der Nationalen Volksarmee in Gold

## Veröffentlichungen
- Neues Denken und Militärreform. In: Philosophisches Denken über Krieg und Frieden. Umwälzende Einsichten an der Militärakademie und ihr Fortwirken in der Dresdener Studiengemeinschaft Sicherheitspolitik e. V. Beiträge zum Kolloquium am 13. September 2005. (Hrsg.) Dresdener Studiengemeinschaft Sicherheitspolitik (DSS) e. V.: DSS-Arbeitspapiere, Dresden 2005, Heft 76, S. 36–44.
- Aspekte der Militärreform in der DDR. Interview. In: Militärische Monatszeitschrift Militärwesen, Berlin 1990, Nr. 1, S. 22–25.
- Militärreform, warum und wie? In: Militärische Wochenzeitung Volksarmee, Berlin 1989, Nr. 49, S. 4.